# Прапор Зімбабве
Прапор Зімбабве був прийнятий 18 квітня 1980 року.

## Опис і символіка
Прапор Зімбабве є полотнищем із сімома горизонтальними смугами в наступній черговості: зелена, жовта, червона, чорна, червона, жовта, зелена смуги. У лівій частині полотнища — білий рівносторонній трикутник, одна зі сторін якого збігається з лівою стороною прапора. Дві зі сторін обрамлені в чорний колір. У трикутнику знаходиться зображення золотистого «птаха Зімбабве» (різьблена статуетка із стеатиту, знайдена в руїнах Великого Зімбабве), на задньому фоні якої — п'ятипроменева червона зірка.
Основні кольори державного прапора Зімбабве: зелений, жовтий, червоний, чорний, білий. Кольори мають наступне значення:
- Зелений колір символізує сільське господарство і сільські райони Зімбабве.
- Жовтий колір символізує багатство корисними копалинами.
- Червоний колір втілює кров, пролиту під час війни за незалежність.
- Чорний колір втілює спадщину і етнічну приналежність корінних африканських народів Зімбабве.
- Білий колір символізує мир.

Птах символізує історію Зімбабве, червона зірка — революційну боротьбу за свободу і мир.